# Christofer Eriksson
Christofer Eriksson, né le 17 février 1989 à Ilsbo, est un biathlète suédois actuellement en activité.

## Carrière
Il est actif au haut niveau depuis 2007. Il fait ses débuts en Coupe du monde en 2011 dans un relais puis en individuel en février 2012 à Holmenkollen. Quelques mois plus tard, au début de la saison 2012-2013, il marque ses premiers points en Coupe du monde en terminant 26e du sprint d'Östersund. Il participe à ses premiers Championnats du monde à l'occasion de l'édition 2013 avec comme meilleur résultat une 61e place au sprint. Lors de la saison 2013-2014, il obtient son premier podium en terminant deuxième du relais d'Hochfilzen avec Björn Ferry, Fredrik Lindström et Carl-Johan Bergman.

## Palmarès

### Coupe du monde
- Meilleur classement général : 83e en 2013.
- 1 podium en relais : 1 deuxième place.
- Meilleur résultat individuel : 26e.